# Meisenbach (Hennef)
Meisenbach ist ein Ortsteil der Stadt Hennef (Sieg) im Rhein-Sieg-Kreis in Nordrhein-Westfalen. 

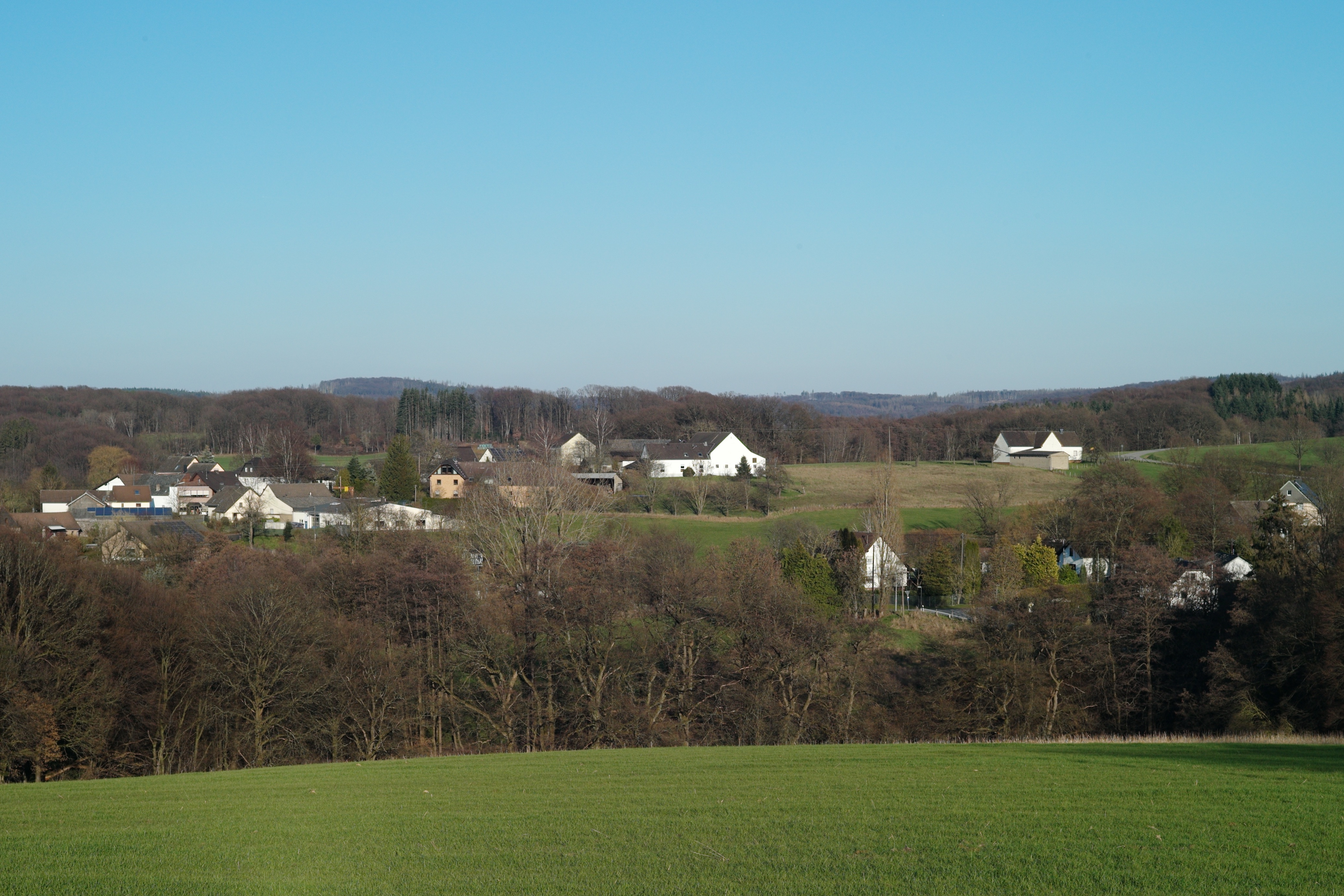
Meisenbach von der B8 aus gesehen

## Geografische Lage

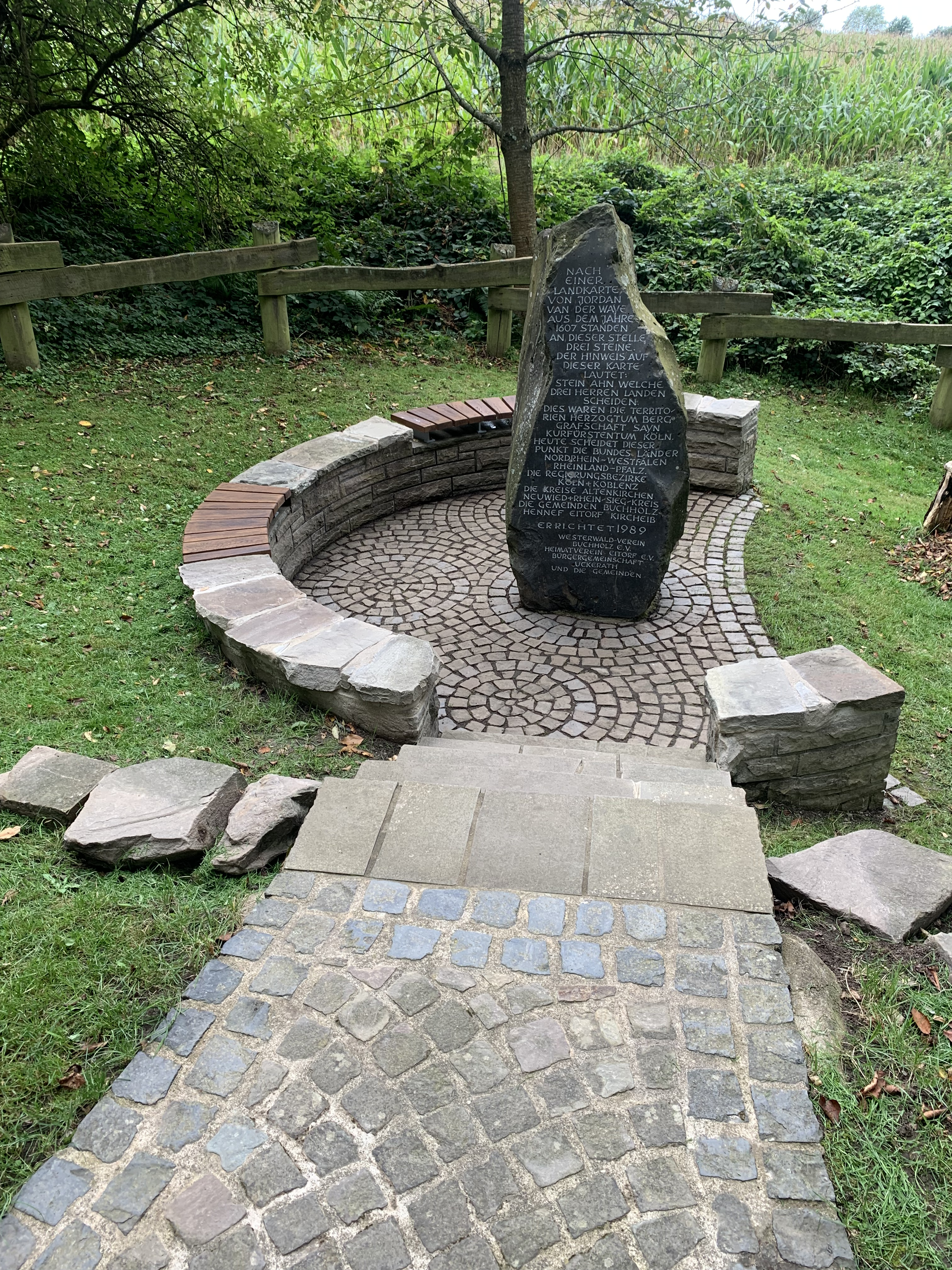
Das Denkmal Dreiherrenstein ca. 600 Meter ostwärts Meisenbach

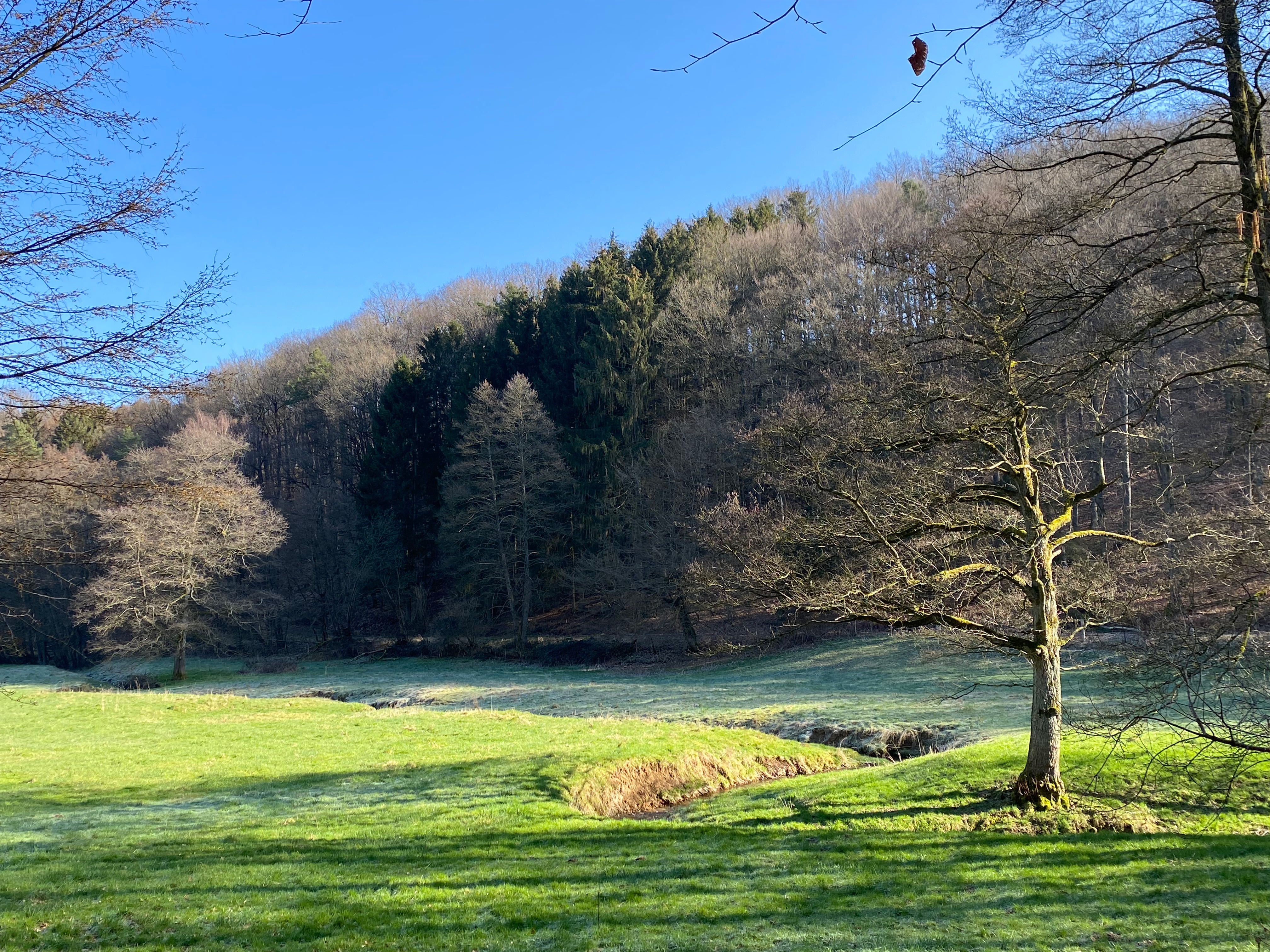
Das Krabachtal bei Meisenbach

Der Ort liegt auf einer Höhe von 230 bis 240 Metern über N.N. komplett im Landschaftsschutzgebiet eingebettet. Er ist rundum von Naturschutzgebieten mit reichem Baumbestand und artenreichen Bachläufen/Naturbiotopen umgeben. Auf den Hängen des Westerwaldes gelegen gehört Meisenbach aber noch zum Naturpark Bergisches Land. Nachbarorte sind im Osten Obereip und Kircheib, im Süden Griesenbach und Irmeroth, im Westen Eichholz und im Norden Lindscheid. Südlich von Meisenbach verläuft die Bundesstraße 8. Bei Meisenbach verlaufen die Grenzen der Städte Hennef, der Gemeinde Eitorf sowie der Ortsgemeinden Kircheib und Buchholz. Ebenso die Grenzen des Rhein-Sieg-Kreises und des Kreises Altenkirchen. Weiterhin befindet sich hier im Zuge der Bundesstraße 8 der Verlauf der Landesgrenzen von Nordrhein-Westfalen und Rheinland-Pfalz. 

## Geschichte
Der Ort Meisenbach wurde 1441 erstmals urkundlich erwähnt. Bereits zum damaligen Zeitpunkt grenzten in seiner unmittelbaren Nähe sowohl Kurfürsten- und Herzogtümer, als auch Grafschaften aneinander. Aus diesem Grunde wurden auf dem Punkt der Grenzberührungen um 1600 drei Grenzsteine eingelassen, wie einer Karte von Jordan von der Waye aus 1607 zu entnehmen ist. Der im 18. Jahrhundert daraus entstandene Dreiherrenstein Meisenbach markierte weiterhin die gemeinsamen Grenzen des Kurfürstentums Kurköln, des Herzogtum Berg und der Grafschaft Sayn. Das 1989 neu restaurierte Denkmal erinnert an den inzwischen zerstörten Grenzstein. 
Bei Meisenbach fand 1796 die Schlacht bei Kircheib statt.
1910 gab es in Meisenbach die Haushalte Agnes Becker, Ackerer Gottfried Becker, Anna Broich, die Ackerer Theodor und Wilhelm Broich, Ackerer Anton Klein, zwei Matthias Klein, einen Fabrikarbeiter und einen ohne Gewerbe, Ackerer Johann Müller, Gutspächter Bertram Pesch, Ackerer Wilhelm Pick, zwei Johann Schellberg, einen Tagelöhner und einen Händler, Ackerer Wilhelm Schmahl, Ackerer Johann Christian Schmitz, Ackerer Peter Schmitz und Tagelöhner Peter Sterzenbach.
Bis zum 1. August 1969 gehörte Meisenbach zur Gemeinde Uckerath, im Rahmen der kommunalen Neugliederung des Raumes Bonn wurde Uckerath, und damit auch der Ort Meisenbach, der damals neuen amtsfreien Gemeinde „Hennef (Sieg)“ zugeordnet.

## Flora und Fauna
Im Meisenbacher Umfeld trifft man noch auf eine artenreiche Vielfalt.
Feldhasen und Rehe, fühlen sich im Landschafts- und Naturschutzgebiet wohl.
Im Jahre 2022 wurden beim Dreiherrenstein Denkmal sogar wieder Wolfswanderungen nachgewiesen.
Feuersalamander finden ihren Lebensraum in den zahlreichen feuchten und steinigen Bachläufen rund um die Ortschaft.
Besonders zu erwähnen ist dabei der Krabach, der seinen Quellpunkt am Dreiherrenstein aus unterirdischen Wasseradern bildet und über eine Länge von 12 Kilometern komplett unter Naturschutz stehend bis zur Sieg reicht, in die er dann mündet. Er ist eine der vielen Zuflüsse, die dem naturgeschützten Auenland im Krabachtal u. a. die Grundlage für die Artenvielfalt als Lebensraum für viele geschützte Tier- und Pflanzenarten liefert.
Das gefleckte Knabenkraut, große Flächen von Buschwindröschen und die im Frühjahr blühende Sumpfdotterblume sind nur einige Highlights der unter Naturschutz stehenden Umgebung des Krabachtals.
Der äußerst seltene und auf der roten Liste stehende Dunkler Wiesenknopf-Ameisenbläuling ist hier heimisch. Nachtaktive Tiere wie z. B. Fledermäuse, Waldkauz, Schleiereule und Waldohreule sind Indikatoren für eine noch intakte Natur.

## Aktiver Naturschutz

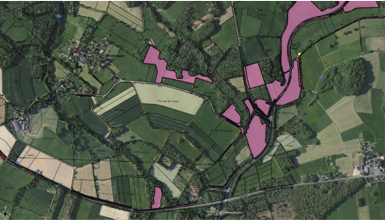
Schutzgebiete für bedrohte Arten bei Meisenbach

Besonders im ostwärtigen Bereich nahe der Grenzen zu Rheinland-Pfalz wird bereits einiges zum Erhalt der Artenvielfalt getan.
Chance 7 ist ein Projekt, welches durch den Erwerb von artenreichen Geländeabschnitten einen Lebensraumverbund für bedrohte Arten schafft. Zusammen mit diversen Ausgleichsflächen ergibt sich so besonders im Bereich des Krabachtals ein großer zusammenhängender und geschützter Lebensraum für Flora und Fauna.
Auch die Biologische Station des Rhein-Sieg Kreises trägt mit Ihren Schutzprojekten besonders zum Erhalt der bedrohten Wiesenknopf Ameisenbläulinge rund um Meisenbach bei.

## Aktivitäten der Dorfgemeinschaft
Das bereits traditionelle Maibaum aufstellen findet jährlich an der Dorfkapelle statt. Die Kapelle, steht dabei im Mittelpunkt.
Im Sommer findet alljährlich das Dorffest über ein ganzes Wochenende hinweg statt. Freitags werden gemeinsam Vorbereitungen getroffen, um am Abend bei Livemusik gesellig beisammen zu sein. Der Samstag beginnt mit einem großen Grillfest und am Sonntag findet eine Andacht an der Ortskapelle statt. Zum Abschluss trifft man sich bei Kaffee und selbst gebackenem Kuchen zu netten Gesprächen am Dorfgemeinschaftshaus.
Der Jährliche Martinsumzug im November mit Musikkapelle, St. Martin zu Pferde und prächtigem Martinsfeuer begeistern nicht nur die Meisenbacher Bürger, sondern ist auch im Umfeld bekannt und beliebt. Es werden an der Feuerstelle Getränke gereicht und zum Abschluss gibt es auf vorherige Bestellung noch einen Martinsweck.
Im Jahre 1988 gründete die Dorfgemeinschaft den heutigen Dorf – und Verschönerungsverein (DVV). Der Verein engagiert sich für das zusammenleben im Dorf und hat mit dem Wiederaufbau und der Fertigstellung der Dorfkapelle im Jahre 1991 einen andächtigen Lebensmittelpunkt mitten im Herzen von Meisenbach geschaffen. Die Dorfkapelle wird von der Dorfbevölkerung über das ganze Jahr abwechselnd gepflegt und in gutem Zustand gehalten.
Über das Jahr hinweg steuert der DVV mehrere Arbeitseinsätze zum Erhalt und der Pflege seiner Gemeinschaftseinrichtungen.

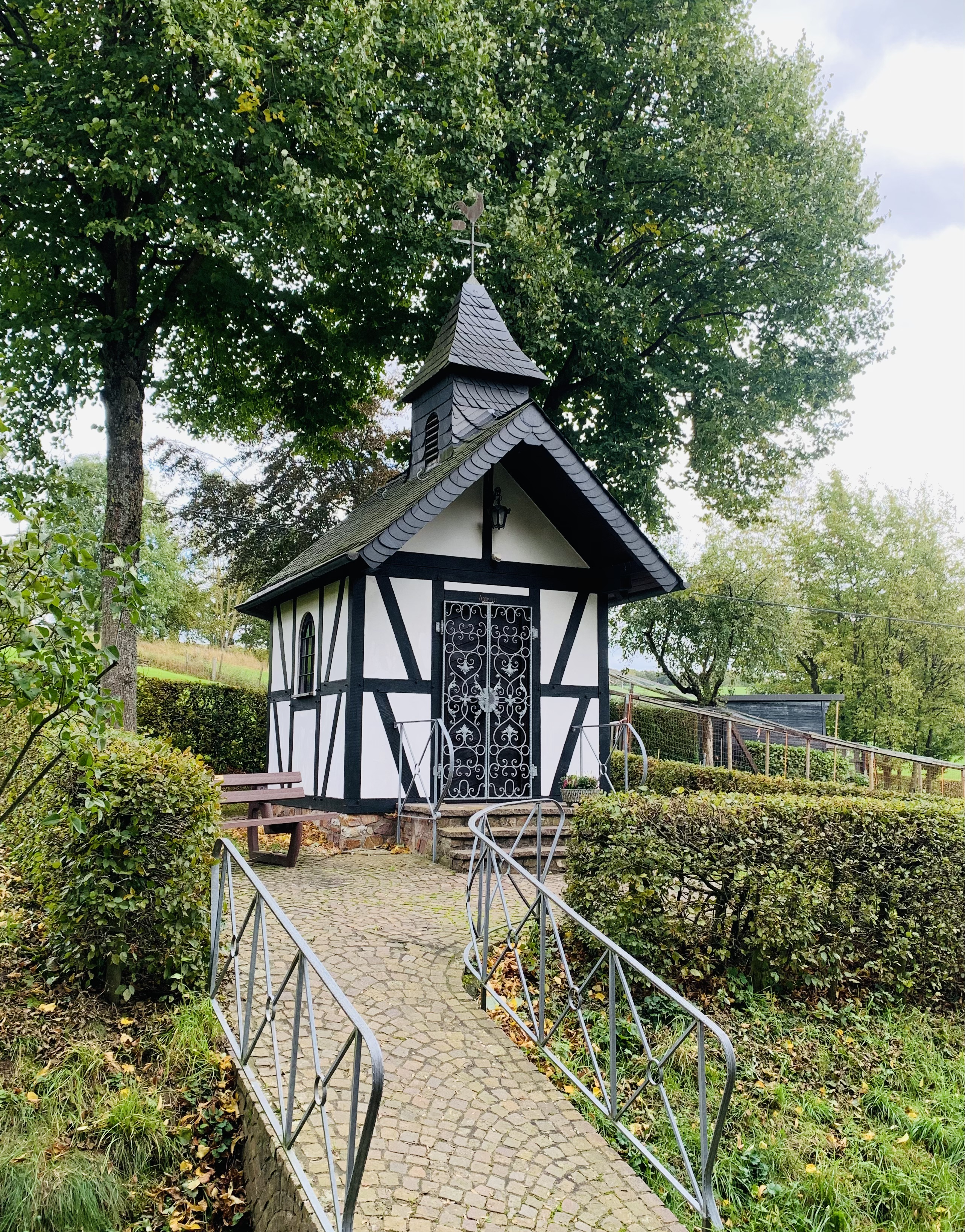
Die im Jahr 1991 neu errichtete Dorfkapelle

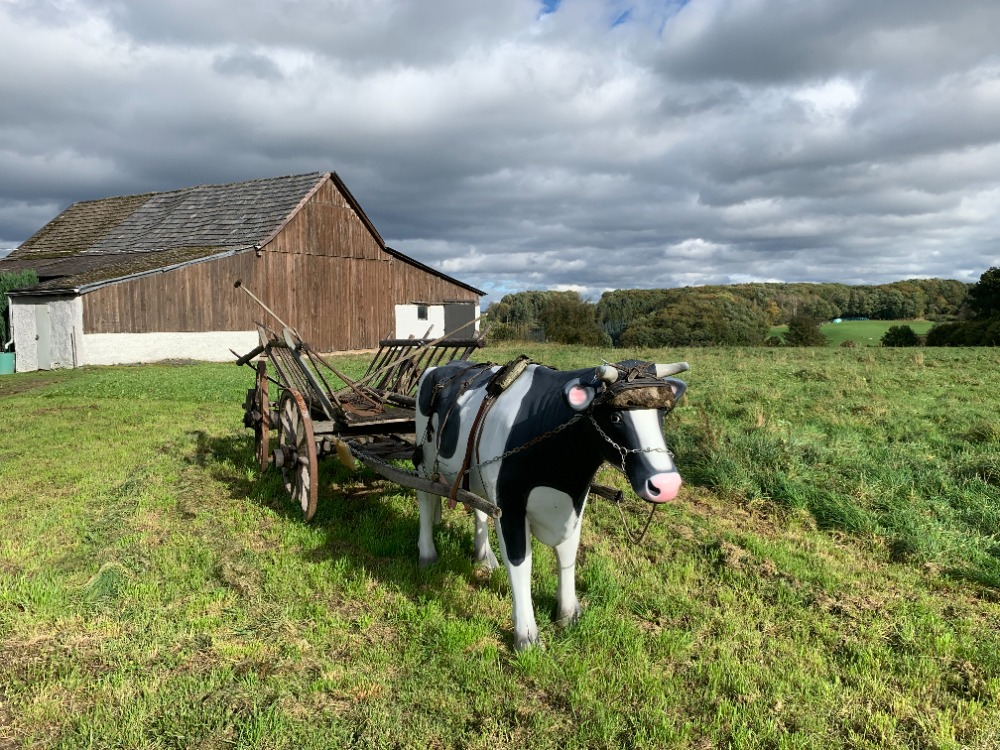
Denkmal Ochsenkarren Meisenbach

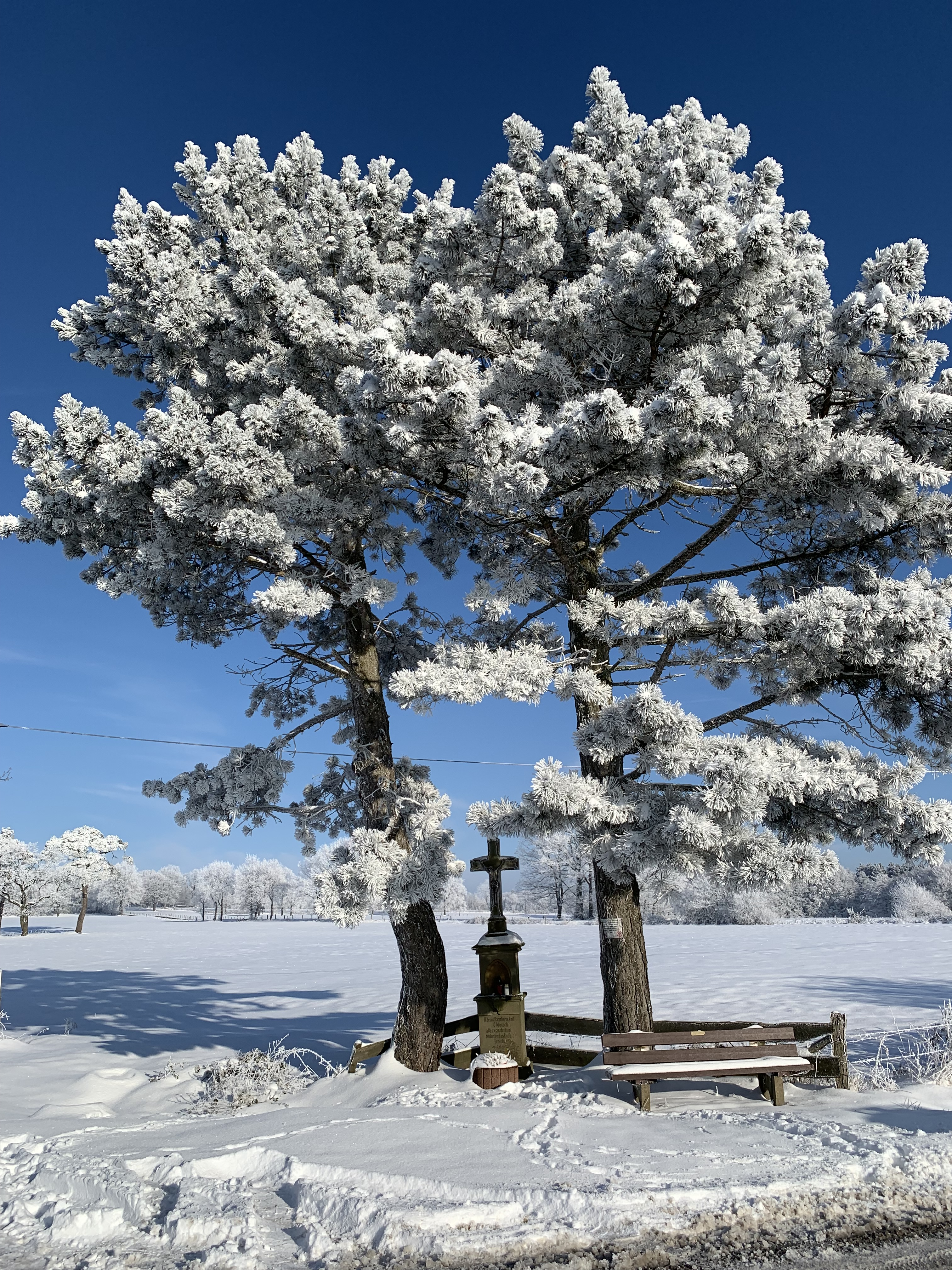
Gedenkkreuz am Dreisteinenweg südwestlich von Meisenbach

## Sehenswertes
Die Meisenbacher Kapelle liegt am
Westerwald-Hauptwanderweg I von Königswinter nach Herborn. Am Wochenende ist die Kapelle für Besichtigungen geöffnet.